# Fédération nationale des infirmières de Belgique
 (mai 2023).
Si vous disposez d'ouvrages ou d'articles de référence ou si vous connaissez des sites web de qualité traitant du thème abordé ici, merci de compléter l'article en donnant les références utiles à sa vérifiabilité et en les liant à la section « Notes et références ».
La Fédération Nationale des Infirmières de Belgique est une association fondée en 1922.
Elle se donne comme but de rassembler et d'unifier les groupements professionnels infirmiers épars, les amicales professionnelles régionales, attachées à un hôpital ou une école d'infirmiers, et les groupements professionnels infirmiers spécialisés. 

## Histoire
À sa création, la FNIB comportait déjà deux sections, l'une francophone et l'autre néerlandophone. Le conseil d'administration était paritaire et la présidence de la Fédération était assurée de façon alternée par les deux sections linguistiques. 
En 1924, à la suite de débats internes, un groupe d'infirmiers décide de faire dissidence et de se séparer de la Fédération Nationale. Ils créent, en 1925, "l'Association des Infirmières Catholiques Belges" qui deviendra en 1962 "l'Association Nationale Catholique du Nursing" (ACN). 
Cette situation conduit la toute jeune "Fédération Nationale des Infirmières Belges" à affirmer clairement dans son appellation les principes de "neutralité" et de "pluralisme philosophique, politique et culturel" qui fondent ses statuts. 
En 1926, la FNIB prend ainsi le nom de "Fédération Nationale Neutre des Infirmières de Belgique" et se constitue en personnalité juridique, sous la forme d'une association sans but lucratif. 
En 1952, pour assurer une cohérence dans la défense professionnelle infirmière vis-à-vis des pouvoirs politiques et institutionnels, tout en gardant leur autonomie propre, les associations professionnelles infirmières "neutres" et "catholiques" se regroupent sous l'égide d'une union : l'Union Générale des Infirmières Belges (UGIB). 
En 1983, compte tenu de la régionalisation et de la communautarisation du pays, la FNIB se divise en deux entités distinctes selon le régime linguistique francophone et néerlandophone : la FNIB et la NNBVV. 
Depuis 1996, cinq organisations professionnelles infirmières reconnues constituent ainsi l'Union Générale des Infirmières Belges (UGIB).
La FNIB est le représentant des infirmières et infirmiers de Belgique au Conseil International des Infirmières (ICN), l'organe mondial de représentation de la profession. 
La FNIB est également membre du Comité Permanent des Infirmières de l'Union Européenne (PCN), émanation des associations de l'ICN pour la région Europe.
En 2003, la FNIB a décidé de réformer ses statuts et de reprendre le nom de Fédération Nationale des Infirmières de Belgique, soucieuse de rassembler toutes les infirmiers du pays, tant francophones que néerlandophones.